# Khagaria (huyện)
Huyện Khagaria là một huyện thuộc bang Bihar, Ấn Độ. Thủ phủ huyện Khagaria đóng ở Khagaria. Huyện Khagaria có diện tích 1486 ki lô mét vuông. Đến thời điểm năm 2001, huyện Khagaria có dân số 1276677 người.